# Jean-Michel Charlier

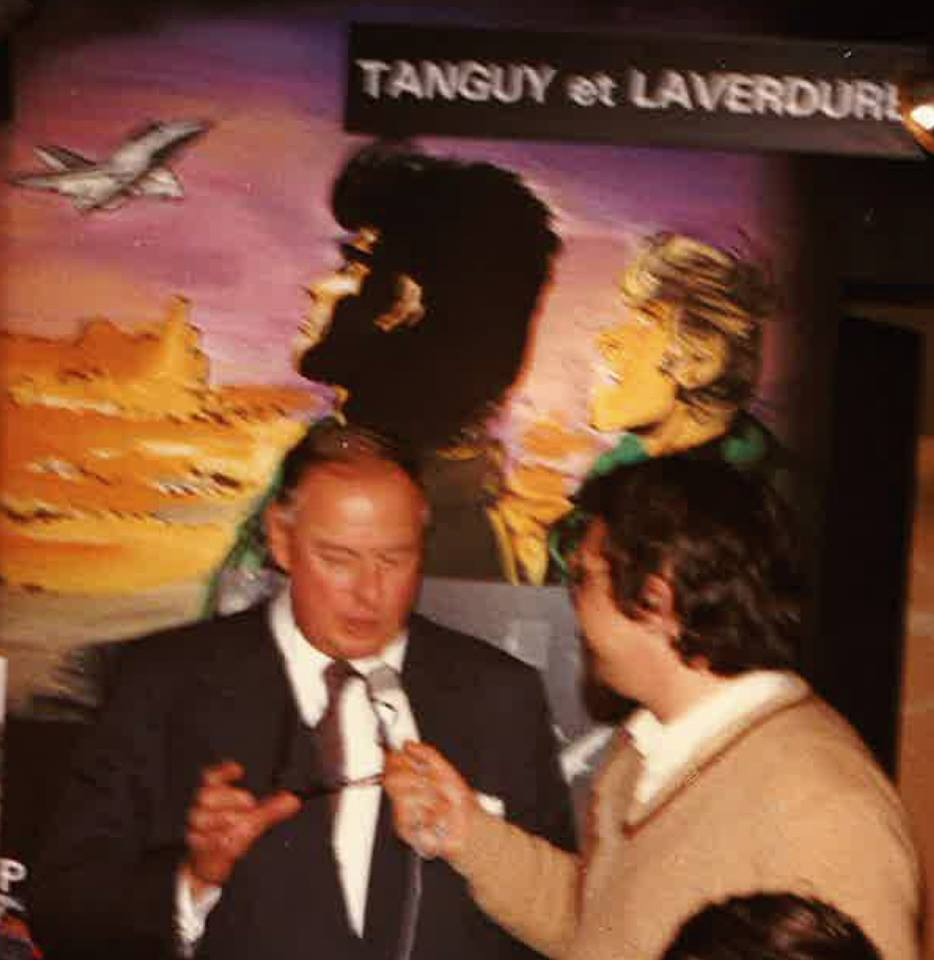
Jean-Michel Charlier

Jean-Michel Charlier (* 30. Oktober 1924 in Lüttich, Belgien; † 10. Juli 1989 in Paris, Frankreich) war ein belgischer Comic-Szenarist. Er gilt als einer der bedeutendsten europäischen Autoren von Abenteuer-Comics und schrieb unter anderem die bekannte Western-Serie Leutnant Blueberry.

## Leben

### 1920er bis 1940er Jahre
Jean-Michel Charlier zeigte schon in jungen Jahren ein besonderes Interesse am Geschichtenerzählen und dachte sich zum Beispiel Ritter-Comics aus, die er in große Hefte zeichnete. 1942 begann er ein Jura-Studium und arbeitete später als Rechtsanwalt. Ab 1944 publizierte er in der belgischen Comic-Zeitschrift Spirou einfache Comic-Strips über den Beruf des Flugzeugpiloten und die Fliegerei. Zu dieser Zeit arbeitete Charlier noch als Autor und Zeichner in Personalunion. Seine hoch detaillierten Flugzeugbilder erfreuten sich bei den jugendlichen Lesern des Spirou-Magazins großer Beliebtheit. 1946 lernte Charlier den jungen Zeichner Victor Hubinon kennen und begann, zusammen mit ihm die Flieger-Comicserie Buck Danny zu gestalten. Ende der 1940er Jahre erwarb Charlier zu Recherchezwecken den Pilotenschein und arbeitete eine Zeit lang als Kurierflieger für die Sabena. Hubinon und Charlier erzählten in Buck Danny die abenteuerlichen Erlebnisse dreier US-Piloten rund um den Globus und produzierten bis zu Hubinons Tod 1979 34 Alben. Seit 1983 wird die Reihe von dem Zeichner Francis Bergèse weitergeführt.

### 1950er und 1960er Jahre
Der Erfolg von Buck Danny veranlasste Charlier dazu, den Anwaltsberuf an den Nagel zu hängen und fortan als Comic-Autor zu arbeiten. Ab den späten 1940er Jahren lieferte er eine Vielzahl von Comic-Szenarios für das Magazin Spirou und erwies sich als hoch produktiver Autor. Er schrieb unter anderem den Piraten-Comic Surcouf, die Ritter-Serie Belloy (Zeichner: Albert Uderzo) und erzählte die Abenteuer des Großwildjägers Tiger Joe. Diese frühen Geschichten wurden mit großer Naivität ausgebreitet und bedienten sich unbekümmert vieler inhaltlicher Klischees (Kolonialromantik etc.). 1954 startete Charlier die langlebige Pfadfinder-Serie La Patrouille des Castors (dt. Die blauen Panther), die genau auf die Bedürfnisse der jugendlichen Leserschaft von Spirou zugeschnitten war. Mitte der 1950er Jahre betreute der unermüdliche Texter acht Comic-Serien gleichzeitig.
Jean-Michel Charlier war zunehmend unzufrieden mit den Arbeitsbedingungen und der Bezahlung beim Spirou-Verlag Dupuis. Zusammen mit seinen Kollegen Albert Uderzo und René Goscinny machte er sich selbständig und gründete eine Werbe- und eine Presseagentur. Er arbeitete aber weiter für Spirou. Im Herbst 1959 startete das Trio das französische Comic-Magazin Pilote, das von Beginn an sehr erfolgreich war. Während Uderzo und Goscinny in Pilote die humoristische Serie Asterix präsentierten, die bald darauf zum Welterfolg wurde, lancierte Charlier die beiden realistischen Abenteuer-Serien Tanguy et Laverdure (dt. Mick Tangy) und Barbe-Rouge (dt. Der rote Korsar). Viele Pilote-Serien hatten einen starken Frankreich-Bezug.
1963 kreierte Charlier zusammen mit dem jungen Zeichner Jean Giraud seine wichtigste Serie: den Western Leutnant Blueberry. Charlier stattete Leutnant Blueberry zunächst mit relativ konventionellen (wenn auch spannenden) Szenarien aus, die im Lauf der Jahre aber immer komplexer und hintergründiger wurden. Die Plots der Serie erstreckten sich fast immer über mehrere Comic-Alben, weshalb die entsprechenden Zyklen oft erst nach mehreren Jahren abgeschlossen waren. Ab den 1970er Jahren waren außerdem die Unterzyklen miteinander verknüpft, sodass die Erzählung eine epische Form annahm.
Die Abenteuer des unkonventionellen Leutnants wurden dank der brillanten Texte Charliers und der außergewöhnlichen Zeichnungen Girauds zu einem Klassiker der europäischen Comic-Kultur. Bis zu seinem Tod schrieb Charlier 28 Blueberry-Alben. Heute wird die Serie mit verschiedenen Zeichnern und Autoren fortgesetzt.

### 1970er und 1980er Jahre
Bis in die frühen 1970er Jahre führte Charlier seine etablierten Serien mit hoher Produktivität fort. In dieser Zeit war er auch am Drehbuch des Zeichentrickfilms zu Tim und der Haifischsee beteiligt. 1972 schied er als Chefredakteur von Pilote aus, weil er mit der redaktionellen Linie des Magazins, das sich zunehmend modernisiert und radikalisiert hatte, nicht mehr einverstanden war. Charlier arbeitete als Lektor und TV-Produzent und wurde kurzzeitig Chefredakteur des Comic-Magazins Nouveau Tintin. Seine etablierten Serien führte er nur noch sporadisch weiter. Um das Jahr 1980 herum starben mit Victor Hubinon und Jijé zwei seiner wichtigsten Zeichner. Ihre Serien Barbe-Rouge und Tanguy et Laverdure ließ er – mit deutlichem Qualitätsverlust – von anderen Künstlern fortsetzen. Ab 1985 realisierte er mit dem neuseeländischen Zeichner Colin Wilson drei Jugend-Abenteuer von Leutnant Blueberry.
Im Jahr 1985 erschien ab der Ausgabe 34 (November 1985) bis zur Ausgabe 44 (November 1986) in dem französischen Magazin L’Écho des Savanes unter dem Namen L'ange de la mort die Geschichte um den amerikanischen Privatdetektiven Carlo "Chuck" Dougherty, der bei der Aufklärung eines Entführungsfalles auf eine geheimnisvolle Sekte in Kalifornien trifft und in deren Fänge gerät.  Gezeichnet wurde sie von Al Coutelis. Die Geschichte wurde von dem Softdrinkhersteller Canada Dry gesponsert, dessen Produkte und Logo mehrmals in der Geschichte auftauchen. Später wurde die Geschichte in Frankreich unter dem Namen Le Privé bei Casterman im Jahr 2002, in Dänemark unter dem Namen Dødens Engle und in den Niederlanden 1988 unter dem Namen De Doodsengel als Album verlegt.
Jean-Michel Charlier, für seinen hektischen Arbeitsalltag und seine exzessive Vorliebe für gutes Essen bekannt, wurde im Frühjahr 1989 in ein Krankenhaus eingeliefert. Dort verstarb er am 10. Juli desselben Jahres im Alter von 64 Jahren.

## Inhalte und  Ideologie von Charliers Comics
Jean-Michel Charlier ist eine der zentralen Figuren der europäischen Comic-Geschichte. Seine außergewöhnliche Produktivität resultierte in mehr als 200 Comic-Alben. Charliers Wissen und Einfallsreichtum sorgten dafür, dass er für nahezu jedes Genre packende Abenteuergeschichten erfinden konnte. Charlier bewegte sich dabei in der Regel nicht über die Grenzen des jeweiligen Genres hinaus, sondern sah sich in der Tradition klassischer Erzähler wie Alexandre Dumas, die nur spannende Unterhaltung produzieren wollten. Wie auch Dumas ließ Charlier seine fiktiven Figuren gern vor einem konkreten geschichtlichen Hintergrund mit historischen Persönlichkeiten agieren, um dem Geschehen eine Schein-Authentizität zu geben. 
Anders als Goscinny lieferte Charlier seinen Zeichnern in der Regel nicht das fertige Szenario für das gesamte Album ab. Er gab den Künstlern vielmehr nach und nach die Texte zu den einzelnen Seiten, was diese oft als frustrierend empfanden. Wegen seines enormen Arbeitspensums hatte Charlier regelmäßig Schwierigkeiten, überhaupt rechtzeitig Texte zu liefern. Albert Uderzo hat erzählt, der Szenarist habe ihm einmal den Schluss eines Albums in improvisierter Weise durchs Telefon diktiert. 
Viele von Charliers Protagonisten entsprechen dem klassischen Heldentypus: starke, gutaussehende Männer, die in moralischer Hinsicht unfehlbar sind und die richtigen Entscheidungen treffen. Ihnen werden gern betont lustige Nebencharaktere zugesellt, die für humoristische Einlagen sorgten. Charlier war als konservativ bekannt und erzählte zum Beispiel die Abenteuer der französischen Kampfpiloten Tanguy et Laverdure in einem deutlich nationalistischen Kontext. In den 1980er Jahren kämpften die Piloten um Buck Danny bevorzugt gegen kommunistische Verschwörer und Linksterroristen.
Die Darstellung von Frauen ist bei Charlier in der Regel von altertümlichen Rollenmustern geprägt: Attraktive Frauen spionieren meist für die Gegenseite, weniger attraktive werden für groteske Gags verwendet (eine Ausnahme ist die selbstbewusste Saloon-Sängerin Chihuhaha Pearl, in die sich Leutnant Blueberry verliebt). Der ideologisch/politische Kontext von Charliers Szenarios kann aus der zeitlichen Distanz heraus mit kritischem Blick gesehen werden. In vielen Fällen bediente und bestätigte der Autor relativ sorglos zeitbedingte Vorurteile und Klischees.
Obwohl fast alle bedeutenden Charlier-Serien im Lauf der Jahrzehnte in Deutschland publiziert wurden, existiert von ihm noch sehr viel Material, das dort nie veröffentlicht worden ist.

## Werke
- L’Agonie du Bismarck (1946)
- Buck Danny (1947–1989)
- Joë la Tornade (1948–1949)
- Tarawa (1948–1949)
- Surcouf (1949–1952)
- Belloy (1950–1958)
- Fanfan et Polo (1950–1952)
- Tiger Joe (1950–1953)
- Onkel Paul (1951–1954)
- Valhardi (1951–1957)
- Kim Devil (1953–1956)
- Die blauen Panther (1954–1979)
- Mermoz (1955–1956)
- André Lefort (1956)
- Marc Dacier (1958–1967)
- Dan Cooper (1959–1962)
- Der rote Korsar (1959–1989)
- Jacques Le Gall (1959–1967)
- Tanguy und Laverdure (1959–1989)
- Simba Lee (1960–1961)
- Guy Lebleu (1961–1967)
- Ned Tiger (1962)
- Leutnant Blueberry (1963–1989)
- 4 Hommes de l’Air et du Cosmos (1963–1964)
- Marco Polo (1964)
- Brice Bolt (1970–1972)
- Jim Cutlass (1976–1989)
- Die Gringos (1979–1989)
- Michel Brazier (1979)
- Die Jugend von Blueberry (1985–1989)
- Le Privé (1985–1986)
- Ron Clarke (1989)